# Union internationale des travailleurs de l'alimentation, de l'agriculture, de l'hôtellerie-restauration, du tabac et des branches connexes
Pour les articles homonymes, voir IUF.
L'Union internationale des travailleurs de l'alimentation, de l'agriculture, de l'hôtellerie-restauration, du tabac et des branches connexes (UITA) International Union of Food, Agricultural, Hotel, Restaurant, Catering, Tobacco and Allied Workers' Association (IUF) est une fédération syndicale internationale qui rassemble les travailleurs de l'agriculture, de l'agroalimentaire et de l'hôtellerie. 
Elle a été fondée en 1920. Son siège est à Genève.